# Битва при Варне
Битва при Варне (тур. Varna Muharebesi, Varna Savaşı, венг. Várnai csata, пол. Bitwa pod Warną)— сражение, произошедшее 10 ноября 1444 года между объединённой армией венгерских и польских крестоносцев и армией Османской империи у города Варна.
Битва стала завершением крестового похода на Варну венгерского и польского короля Владислава, получившего в историографии прозвище Варненчик. Сначала крестоносцам сопутствовала удача. После нескольких поражений в 1443—1444 годах османский султан Мурад II подписал с Владиславом Сегедский мирный договор на 10 лет и отбыл с армией в Анатолию, где покорил бейлик Караман и отрёкся от власти. Султаном стал его сын Мехмед. Воспользовавшись ситуацией, кардинал Джулиано Чезарини уговорил Владислава нарушить клятву и отправиться в новый поход на османов. Ни Владислав, ни Чезарини не ожидали, что отрёкшийся Мурад возглавит армию, уговорит генуэзцев перевезти её в Румелию и появится у Варны. Несмотря на троекратный перевес сил у османов, упорная битва могла окончиться в пользу крестоносцев. Однако Владислав решил лично убить Мурада, ринулся в атаку и погиб в бою. В результате крестоносцы потерпели полное поражение, а позиции османов на Балканском полуострове укрепились.

## Предыстория
После смерти короля Сигизмунда в 1437 году в Венгрии начался кризис. Зять Сигизмунда и его преемник, король Альбрехт II, правил только два года. Он умер в 1439 году, оставив свою жену Елизавету беременной сыном, который получил имя Владислав Постум. Венгерские дворяне, не желавшие иметь короля-младенца, призвали короля Польши Владислава на трон Венгрии. После коронации в Венгрии Владислав больше никогда не возвращался на родину, живя в Венгрии, которой правил при помощи венгерского воеводы Яноша Хуньяди. В начале 1440-х годов Владислав начал кампанию против османского султана Мурада II, чтобы уменьшить влияние османов на Балканском полуострове и вернуть Сербию своему вассалу Георгию Бранковичу. Объединённая армия крестоносцев под командованием Яноша Хуньяди 3 ноября 1443 года одержала победу в битве при Нише, 24 декабря разгромила османскую армию около Яловаца между Софией и Филиппополем, а в начале января 1444 года одержала победу в битве при Куновице. Мурад, вынужденный сражаться и с крестоносцами в Румелии, и с Ибрагимом Караманидом в Анатолии, вынужден был в 1444 году подписать с Владиславом Сегедский мирный договор, по которому признавал независимость пограничных с Венгрией сербских земель. По этому же договору обе стороны в течение 10 лет обещали не переходить Дунай. В августе 1444 года Мурад передал султанский трон своему 12-летнему сыну Мехмеду, решив отойти от государственных дел.

## Приготовления
Воспользовавшись тем, что армия Мурада находилась в Анатолии, а у власти в Османской империи оказался подросток, кардинал Джулиано Чезарини объявил данную на Евангелии клятву Владислава хранить мир недействительной. Владислав возобновил военные действия, однако сербский деспот Георгий Бранкович, ранее бывший союзником Владислава, отказался присоединиться к крестовому походу. Венгерская армия под командованием короля и воеводы Хуньяди двинулась на юг. Она состояла в основном из венгерских, польских, богемских (чья объединённая армия насчитывала 15 тысяч человек), папских рыцарей, тевтонских рыцарей, боснийцев, хорватов, болгар.
Целью экспедиции было нападение на Эдирне, тогдашнюю столицу Османской империи. Крестоносцы рассчитывали на помощь христианского флота, состоявшего в основном из папских и венецианских галер. Флот должен был помешать основным силам султана Мурада, находившимся в Малой Азии, переправиться через Дарданеллы или Босфор. Однако это оказалось технически трудно осуществить, поскольку османская артиллерия охраняла оба берега проливов. Поэтому папские и венецианские корабли под командованием Альвизе Лоредано, войдя в Дарданеллы, направились к Варне, чтобы встретить там крестоносцев и перевезти их вдоль побережья в Константинополь. Владислав призывал к сдаче османские гарнизоны крепостей, встречавшихся по пути следования армии, но они защищались, и это задерживало продвижение венгерской армии. В итоге османские крепости были либо захвачены, либо обойдены, а местные болгары из Видина, Оряхово и Никополиса присоединились к армии (Фружин, сын Ивана Шишмана, также участвовал в походе со своей личной гвардией). 10 октября около Никополиса к армии также присоединились около 7 тысяч кавалеристов-валахов под командованием Мирчи II, одного из сыновей Влада Дракулы.

Мурад, вновь взявший управление империей в свои руки, благодаря помощи генуэзского флота быстро перебросил войска из Малой Азии в Румелию. Таким образом, путь крестоносцам на юг был закрыт и королевские войска оказались в опасной ситуации — османские войска могли зайти им в тыл. В этих условиях отступление по узкой долине реки Провадийски было опасно, поэтому Владислав и Хуньяди решили идти единственным свободным путём в Варну — из этого города можно было отступить в сторону Добруджи. 9 ноября армия крестоносцев подошла к Варне и встала лагерем. В тот же день несколько позже османская армия тоже подошла к Варне. Поскольку османы пришли с запада, христиане оказались между Чёрным морем, озером, крутыми лесистыми склонами плато Франга (высота 356 м) на южном хребте Дели Орман и врагом, не имея путей отступления. На военном совете, состоявшемся на рассвете 10 ноября 1444 года, Чезарини предлагал построить вагенбург, окружив лагерь повозками, чтобы армия могла засесть в укрытии и дождаться прибытия христианского флота, после чего сможет или уплыть, или атаковать врага. Епископ Эгера Симон Розгони, хорватский бан Ференц Таллоци и многие венгерские и польские рыцари, и даже сам король поначалу поддержали Чезарини. Однако потом взял слово Хуньяди, который доказывал несостоятельность оборонительной тактики. Он объяснил, что прятаться за телегами недостойно армии, которая стремится к победе; это может быть только последним укрытием уже побежденной армии. Позже (в своём письме к папе 11 мая 1445 года) Хуньяди признал, что ошибся, когда отстаивал невозможность отступления в совете. Он написал, что «определенная степень безрассудной отваги захватила наши сердца». Под влиянием речи Хуньяди весь совет принял решение вступить в битву на поле, во многом благодаря сообщениям о том, что османская армия уже начала расставлять войска. Расстановку христианских войск доверили Хуньяди.

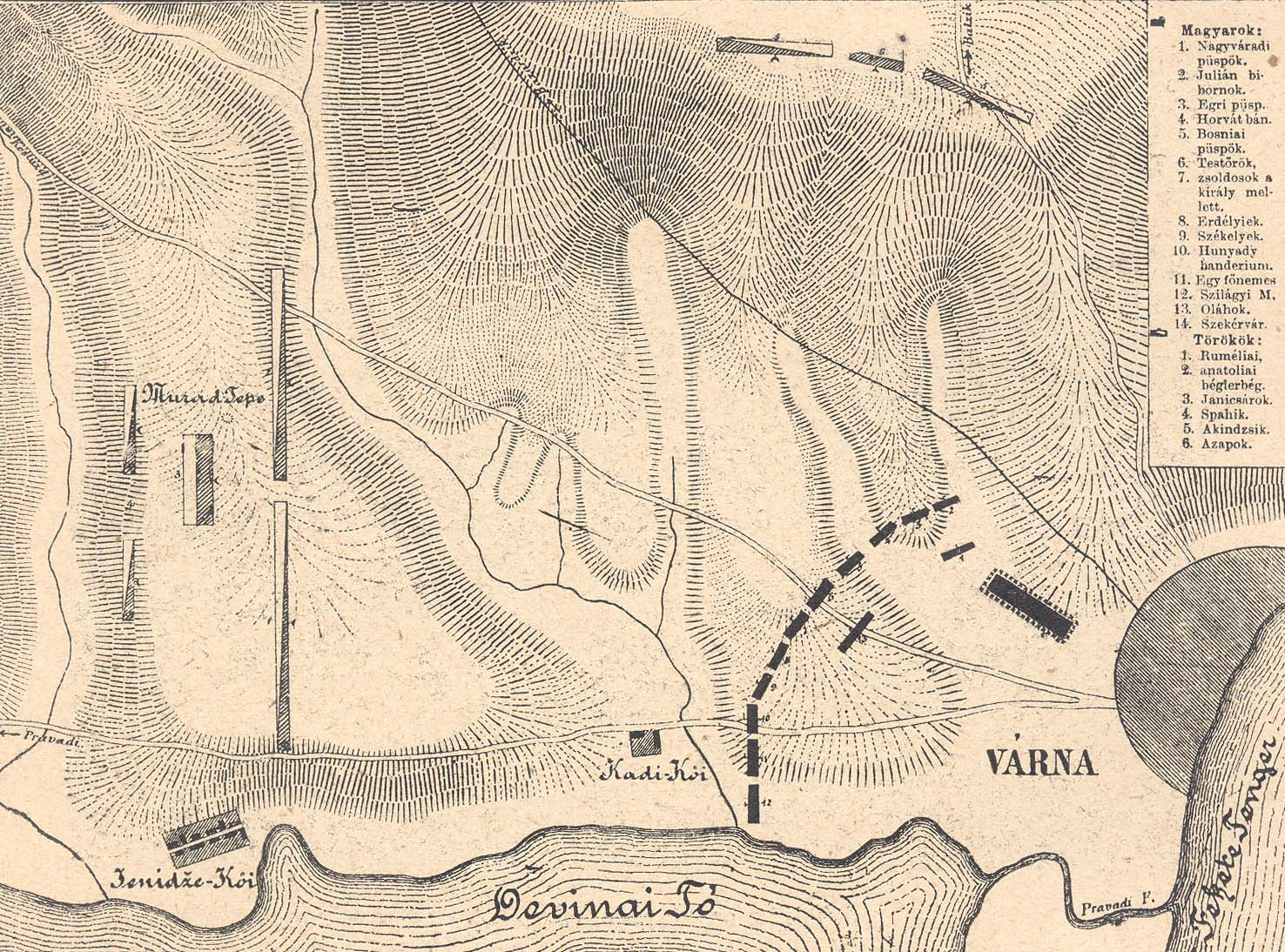
Схема местности и примерное расположение армий перед боем

## Диспозиция
Поле битвы представляло собой северное побережье болотистого озера, расположенного западнее Варны. Это холмистая местность, лежащая южнее плато Франга, большую часть которой занимали вытянутые между отрогами долины, сужающиеся в северном направлении.

### Расположение армии крестоносцев
Утром 10 ноября Хуньяди развернул армию из 20—30 тысяч крестоносцев дугой длиной 3,5 км между озером и плато Франга. В центре расположились две бандерии короля, насчитывающие до 4 тысяч человек. Первой бандерией, над которой развевалось знамя крестового похода (крест Святого Георгия — красный крест на белом поле), командовал Стефан Батори. Рядом с ним находилась ещё одна королевская бандерия под командованием Владислава Банффи из Лозонча, который нес королевский стяг. В этих войсках служили рыцари из свиты короля, а также наемники и несколько сотен поляков. На левом фланге, возглавляемом Михаем Силадьи, находилось в общей сложности 5 тысяч человек стоявших в пяти бандериях в следующем порядке: трансильванцы, Томаш Секели, Хуньяди, Михай Силадьи, Георгий Орош. Этот фланг состоял из самых опытных, выносливых и многочисленных отрядов средней конницы. Правый фланг состоял тоже из пяти бандерий и находился под общим командованием епископа Оради, Яна Доминека. Здесь находились валахи под командованием Мирчи II, боснийцы по командованием епископа Рафаэля, войска епископа Симона Розгони, войска бана Таллоци и крестоносцы под командованием кардинала Чезарини. Войска Яна Доминека занимали крайнее правое положение. Большую часть солдат на этом фланге составляли рыцари в тяжёлой броне.
Положение левого фланга было достаточно надёжным, но правый фланг, расположенный на пересечённой местности, легко мог быть окружён. За крестоносцами Хуньяди разместил вагенбург, построенный не закрытым квадратом, как обычно, а длинной дугой. Участник битвы Андреас Паллатио, оставивший описание битвы, писал, что это было сделано для того, чтобы побудить войска сражаться, а не прятаться.

### Расположение армии Мурада

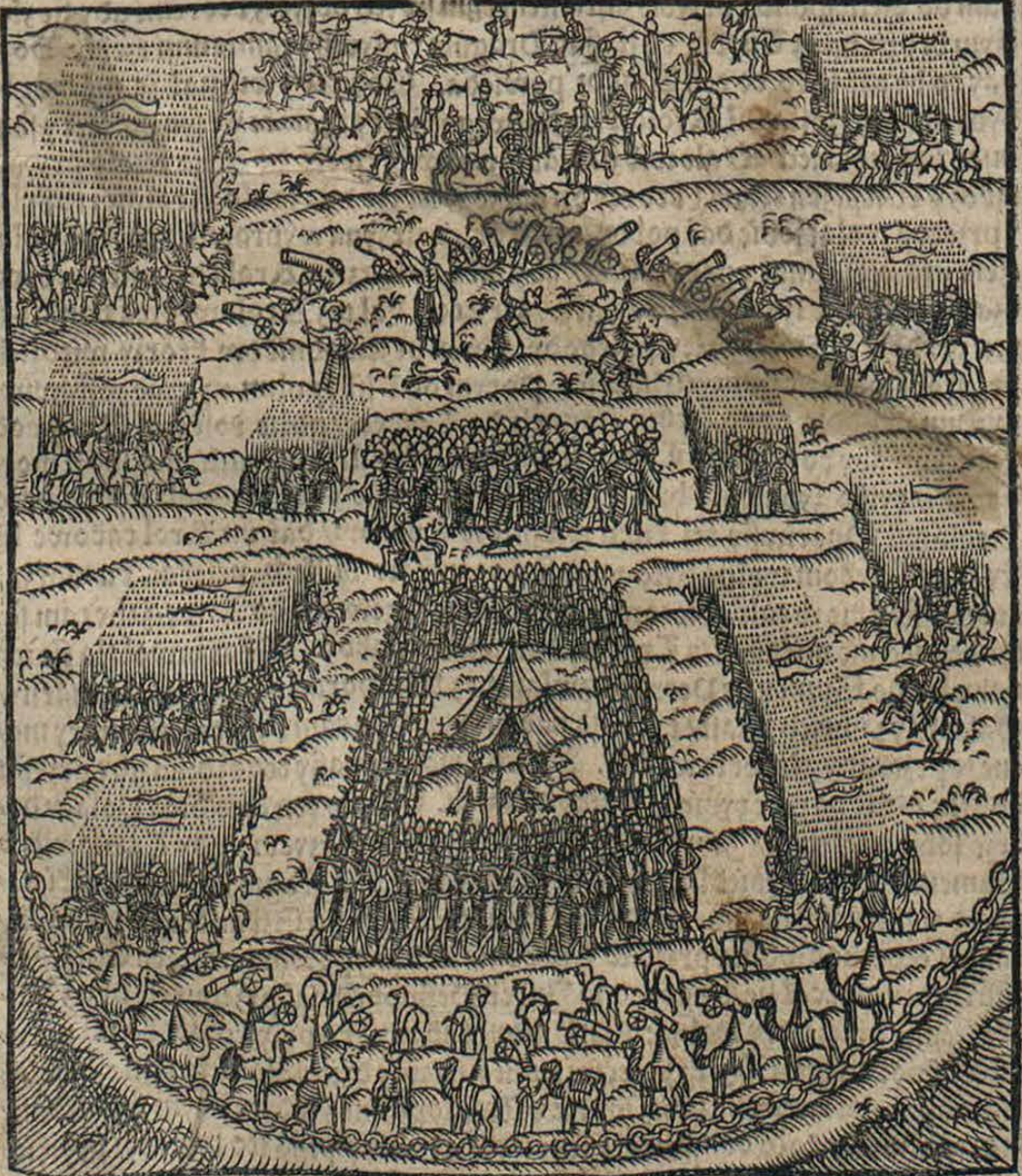
Изображение ставки Мурада в битве при Варне в хронике Марцина Бельского, издание 1597 года, лист 378

Мурад расположил свою армию к северу от Кадикёя (деревушки на северном берегу Варненского озера) на расстоянии 4—5 тысяч шагов от христианской армии. Правым крылом Османской империи командовал бейлербей Анатолии — зять султана Гуйеджу Караджа бин Абдулла-паша. Всего силы Караджи-бея составляли 20-22 тысяч всадников. Анатолийские отряды были не столь опытны в борьбе с европейскими армиями, поэтому в подчинении Караджи-бея на этот раз находились отряды двух румелийских беев: левый край правого фланга занимал Сулейман-бей с войском из Эдирне, правее него находился Караджа-бей, далее — Хасан Фенариоглу, бейлербей Карасы, а правый край правого фланга занимал уджбей Иса Эвреносоглу. Слева от султана находился бейлербей Румелии Шехабеддин-паша. Он организовал войска подобно манипулам по семь рядов. Левее Шехабеддина друг за другом стояли: санджакбей Никопола Мехмет-бей Феризбейоглу, Хызыр-бей (Кади Карнобата), Иса-бей Хасанбейоглу, санджак-бей Пловдива и Чирмена (Орменио) Мурад Малкочоглу и санджак-бей Приштины Давуд-бей. Задачей последнего, занимавшего самый левый край построения, было обойти противника с фланга. Общее число войск на левом фланге под командованием Шехабеддина составляло около 19 тысяч кавалеристов. Ставка султана была создана в соответствии со стандартной османской практикой. Со всех сторон была прорыта глубокая траншея, а из выкопанной земли сооружена насыпь рядом со рвом (ретраншемент). На краю разместили железные колья и поставили щиты, из-за которых можно было выпускать стрелы. Мурад находился в ставке в окружении янычар. Между янычарами и султаном, по словам Паллатио, находились около 500 верблюдов, гружёных шелками и другими дорогими товарами, а также мешками с золотом. Если бы создалась опасность для султана, то эти мешки надлежало разрезать, чтобы отвлечь противника на грабёж. В ставке были только две точки входа и выхода, которые строго охранялись. Рядом с Мурадом было вкопано в землю копьё с насаженным на него договором, вероломно нарушенным христианами, несмотря на клятву на Евангелии. Перед тем, как вкопать копьё в землю, его пронесли перед рядами османов как демонстрацию вероломства неверных. Верблюды упоминались не только Халкокондилом, но и Каллимахом и Длугошем, которые утверждали, что при виде их лошади короля испугались.

## Силы сторон
Количество крестоносцев составляло от 16 тысяч до 24 тысяч. Историки называли 15 тысяч всадников, пехота и 4000 валахов, 16 тысяч, 16 тысяч всадников и 2 тысячи пехоты, 19—20 тысяч, 24 тысяч , 16 тысяч, из которых около 300 поляков. По поводу размера армии Мурада в оценках существуют бо́льшие расхождения: от 60 тысяч до 125 тысяч человек. Как писал историк Д.Энгель, войско Анатолии состояло из примерно 40 тысяч человек, но на Западе из страха и ложных слухов оно было переоценено до 100 000 человек.
|                  | Михаил Бехайм | Филипп Каллимах | Андреас Паллатио | Бонфини  | Банлаку            | Другие оценки                                                  |
| ---------------- | ------------- | --------------- | ---------------- | -------- | ------------------ | -------------------------------------------------------------- |
| Общее количество |               |                 | 120 тысяч        |          | 105 тысяч          | около 40 тысяч, от 60 тысяч до 100 тысяч, 105 тысяч, 125 тысяч |
| Янычары          | 12 тысяч      |                 | 5 тысяч          |          | 16 тысяч           |                                                                |
| Сипахи           |               |                 |                  | 3 тысячи |                    |                                                                |
| Азапы            |               |                 |                  |          | 5 тысяч            |                                                                |
| Акынджи          | 16 тысяч      | 6 тысяч         |                  |          | 6 тысяч            | 20—30 тысяч                                                    |
| Румелия          |               |                 |                  |          | 30 тысяч кавалерии | 7 тысяч                                                        |
| Анатолия         |               |                 |                  |          | 40 тысяч кавалерии | 30—40 тысяч, 40 тысяч                                          |

## Сражение
| 1) Бандерия епископа Яна Доминека 2) Бандерия Джулиано Чезарини 3)—4) Бандерии епископа Егера Симона Розгони и бана Таллоци 5) Бандерия боснийского епископа Рафаэля Херцега 6) Бандерия телохранителей короля 7) Бандерия короля. Командир — Стефан Батори. | 8) Трансильванская бандерия 9) Бандерия наёмников Секели (трансильванские венгры) 10) Бандерия наёмников Хуньяди 11) Бандерия наёмников 12) Бандерия Силадьи 13) Валашская бандерия 14) Лагерь (вагенбург) и артиллерия | I) Караджа-паша, бейлербей Анатолии II) Шехабеддин-паша, бейлербей Румелии III) Мурад и янычары IV) Сипахи V) Азапы VI) Акынджи VII) Османский лагерь |
| | | |

Этапы боя
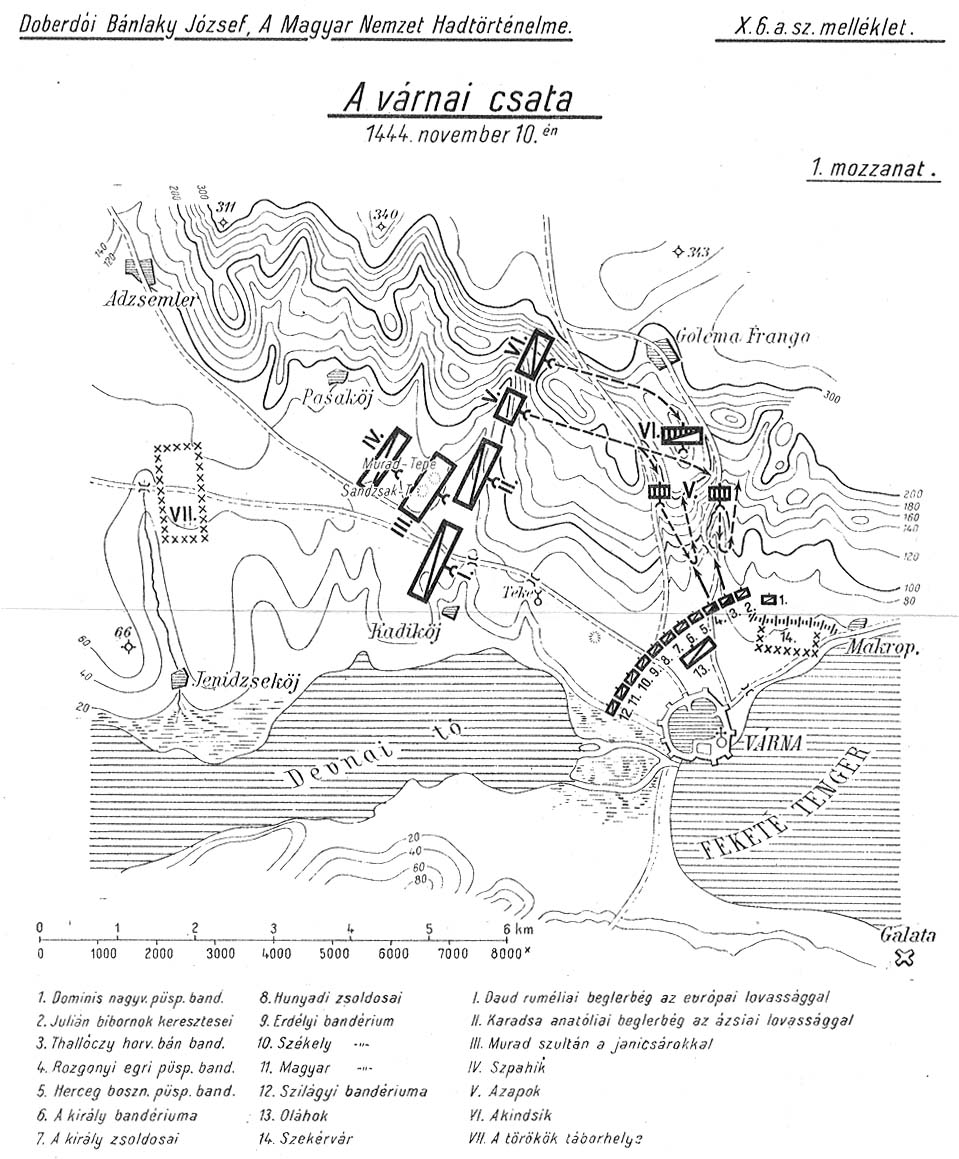
Азапы и акынджи перемещаются на плато, а затем атакуют Талоцци и Розгони с гор. Талоцци и Розгони дают им отпор и преследуют врага.
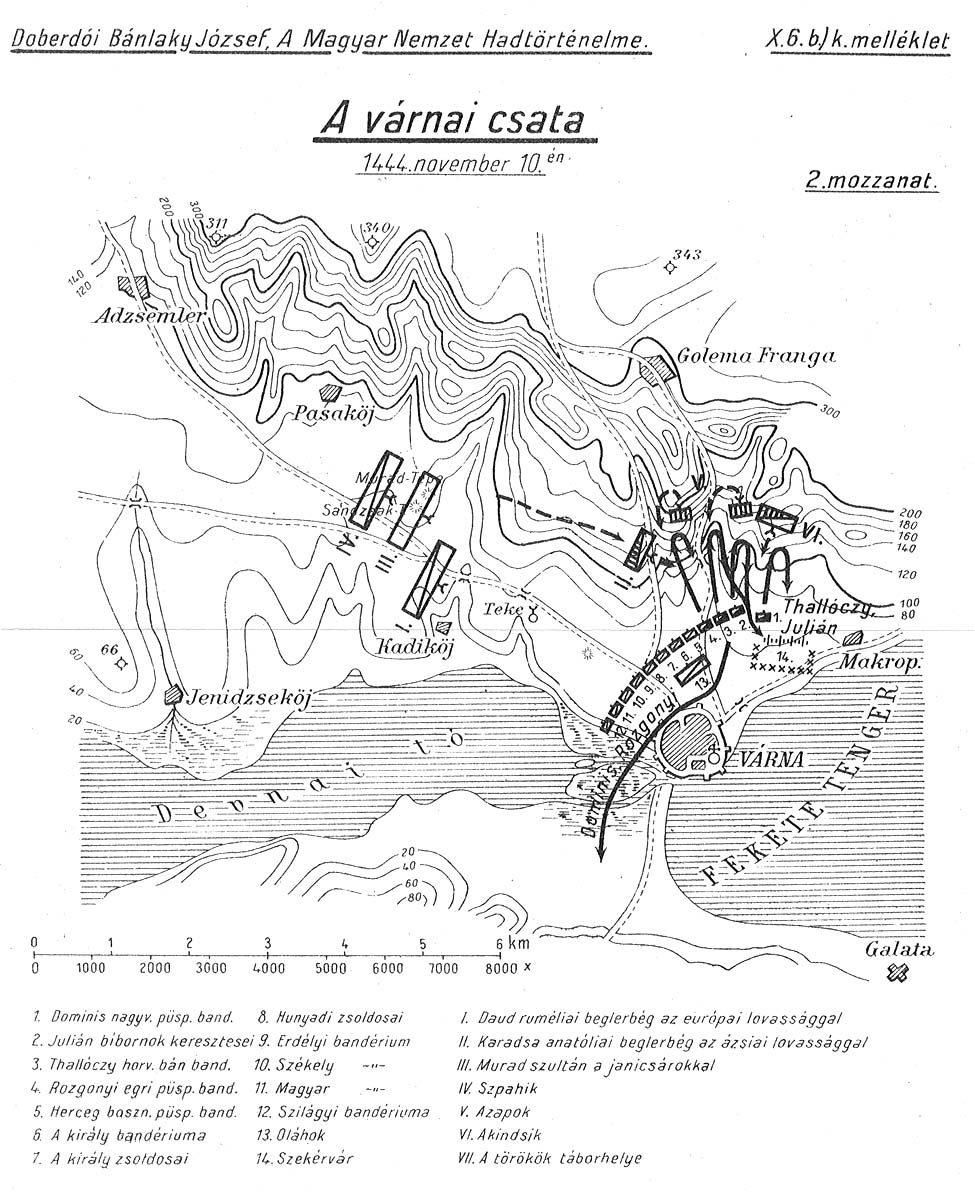
Чезарини и Доминек присоединяются к преследованию, но отряд Шехабеддина-паши приходит на помощь отступающему левому флангу. Талоцци и Розгони отступают в лагерь, Чезарини и Доминек бегут через болота.
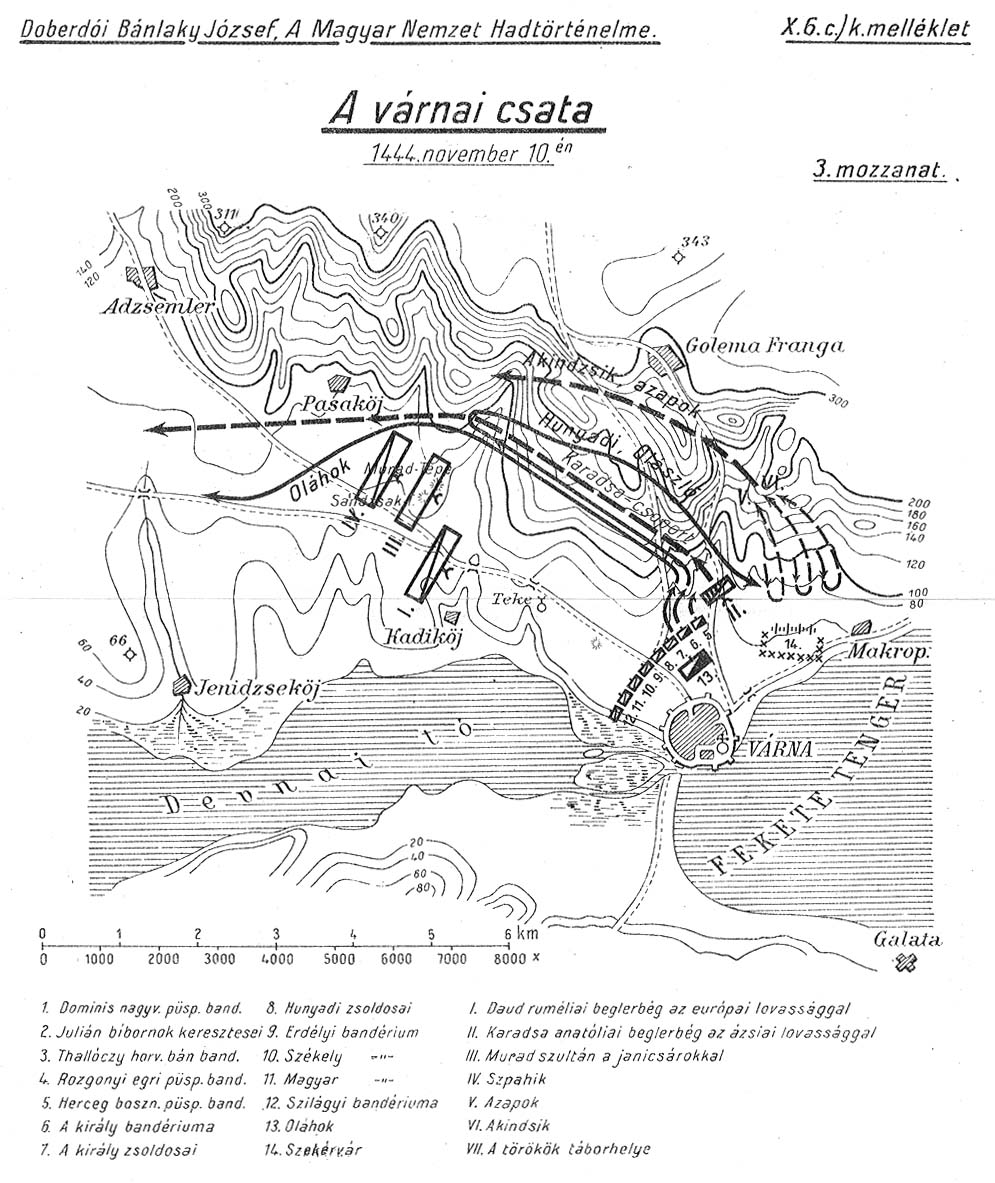
Королевский отряд атакует Шехабеддина-пашу и вынуждает его отступить.
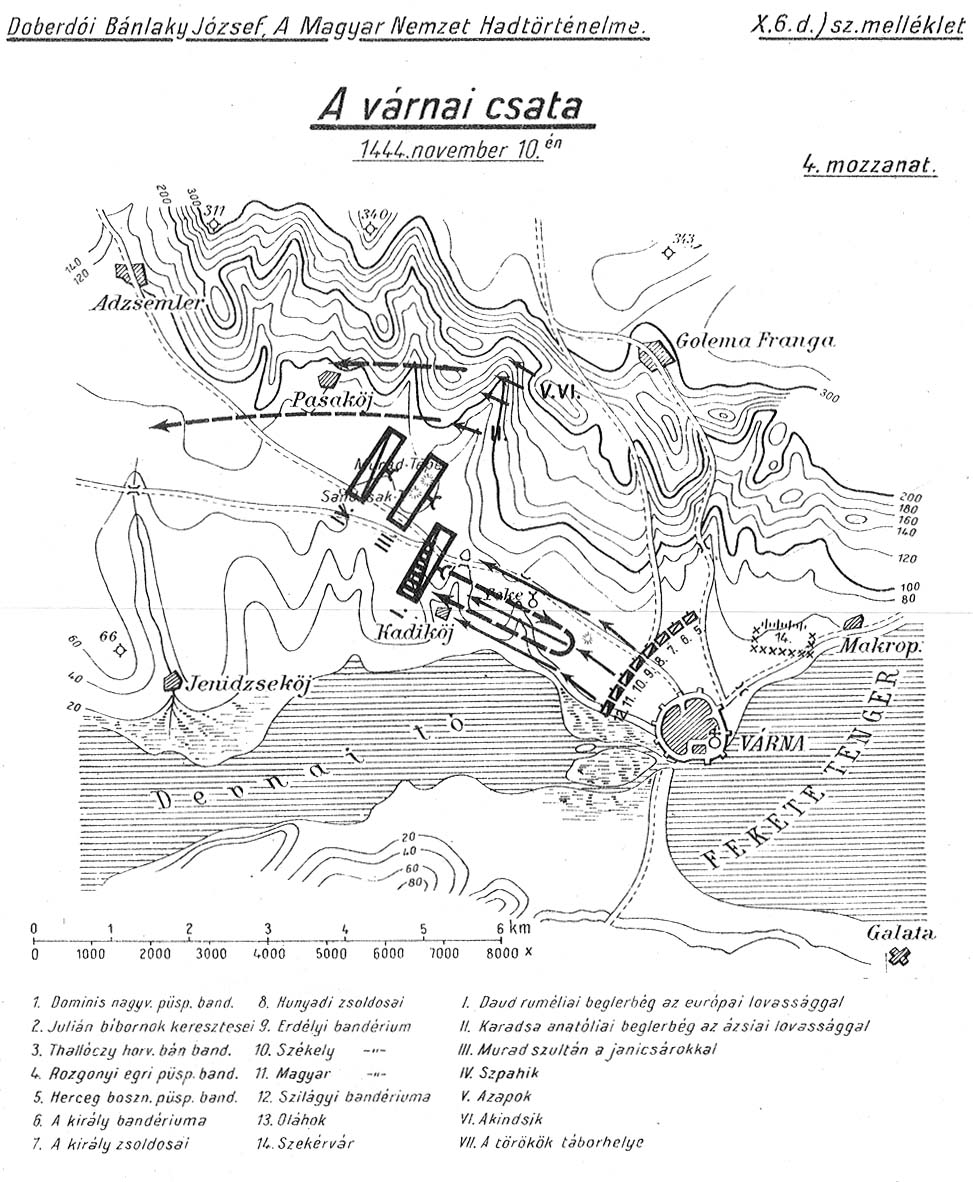
Караджа-бей атакует левый фланг крестоносцев. Войско отступает. Караджа-бей гибнет.
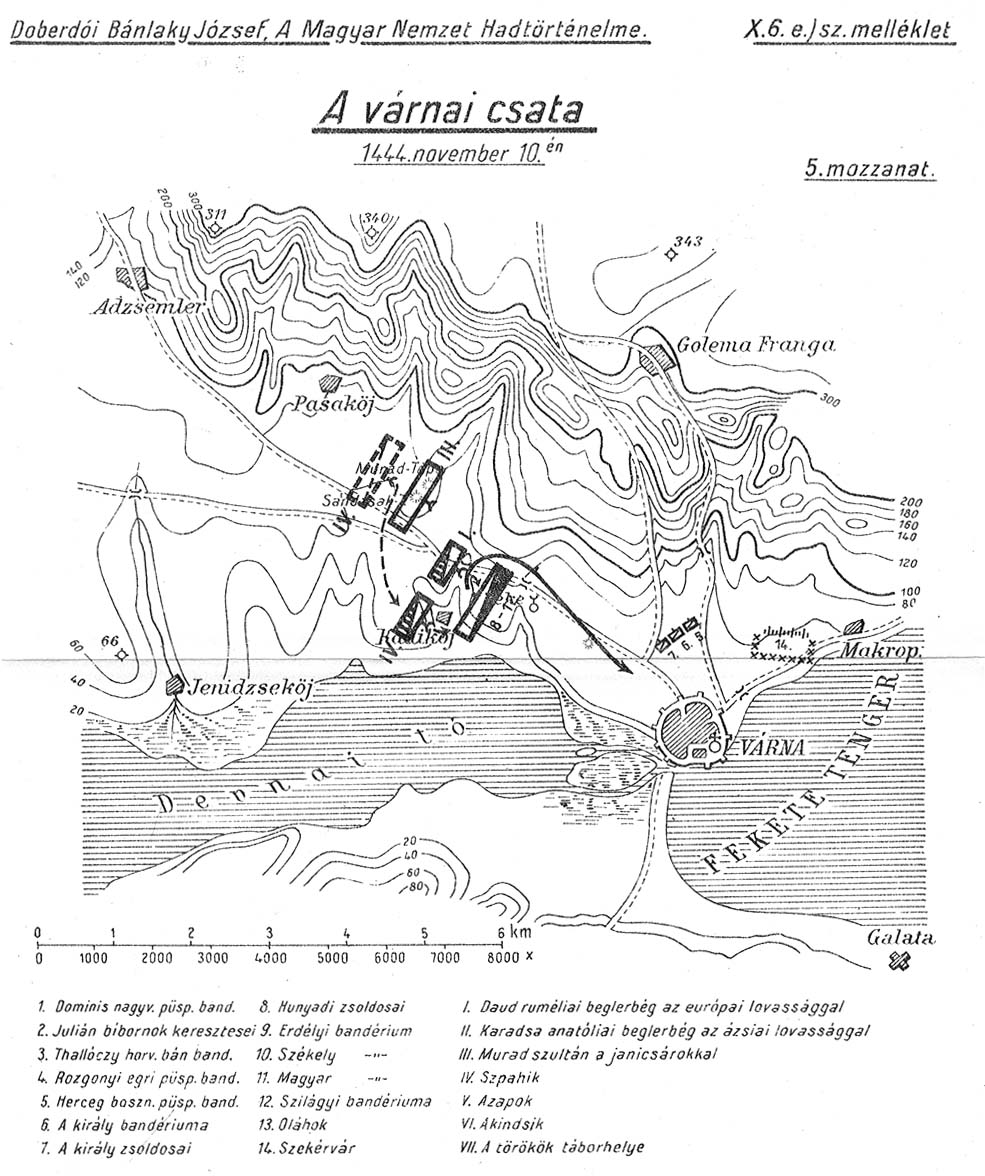
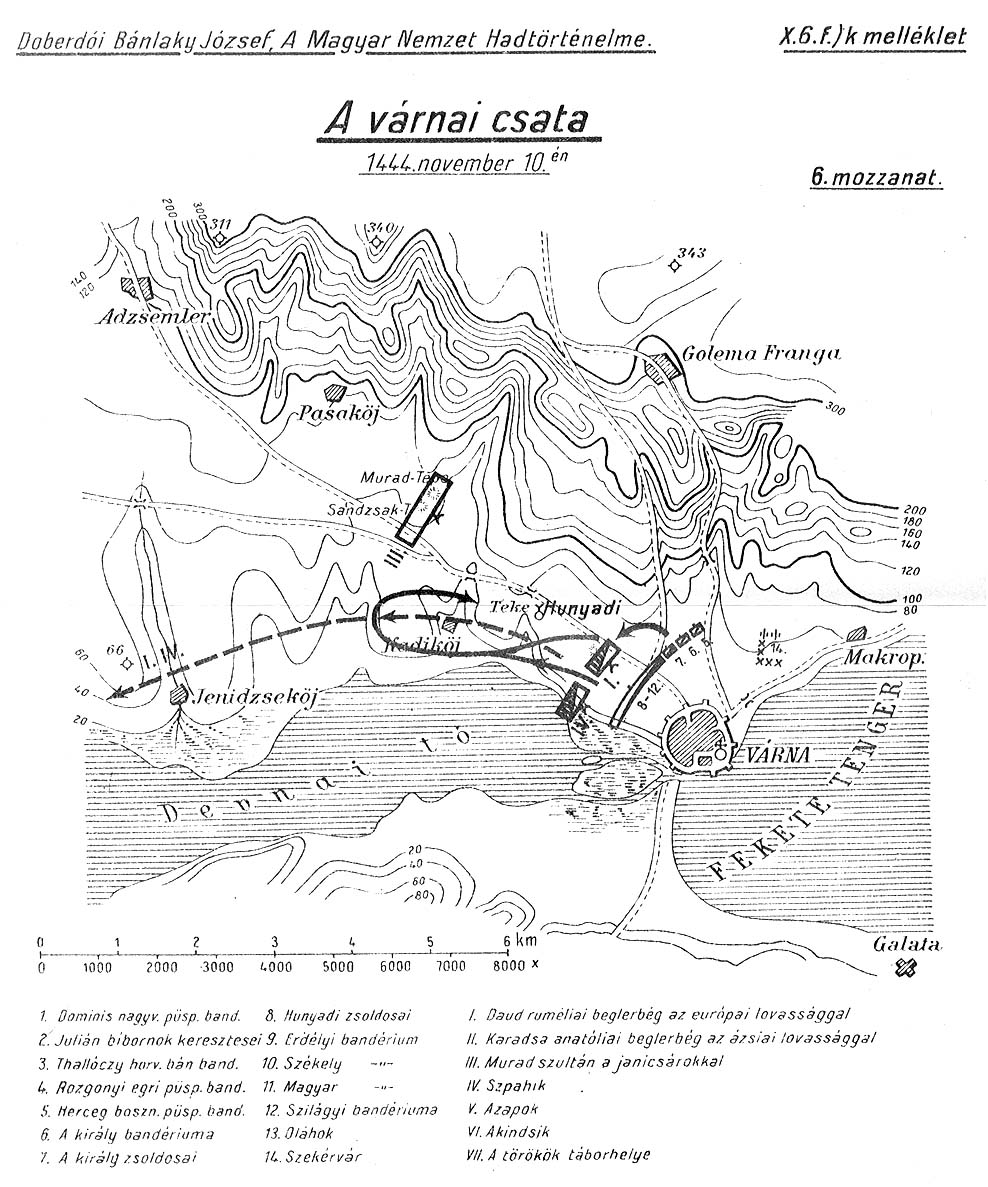
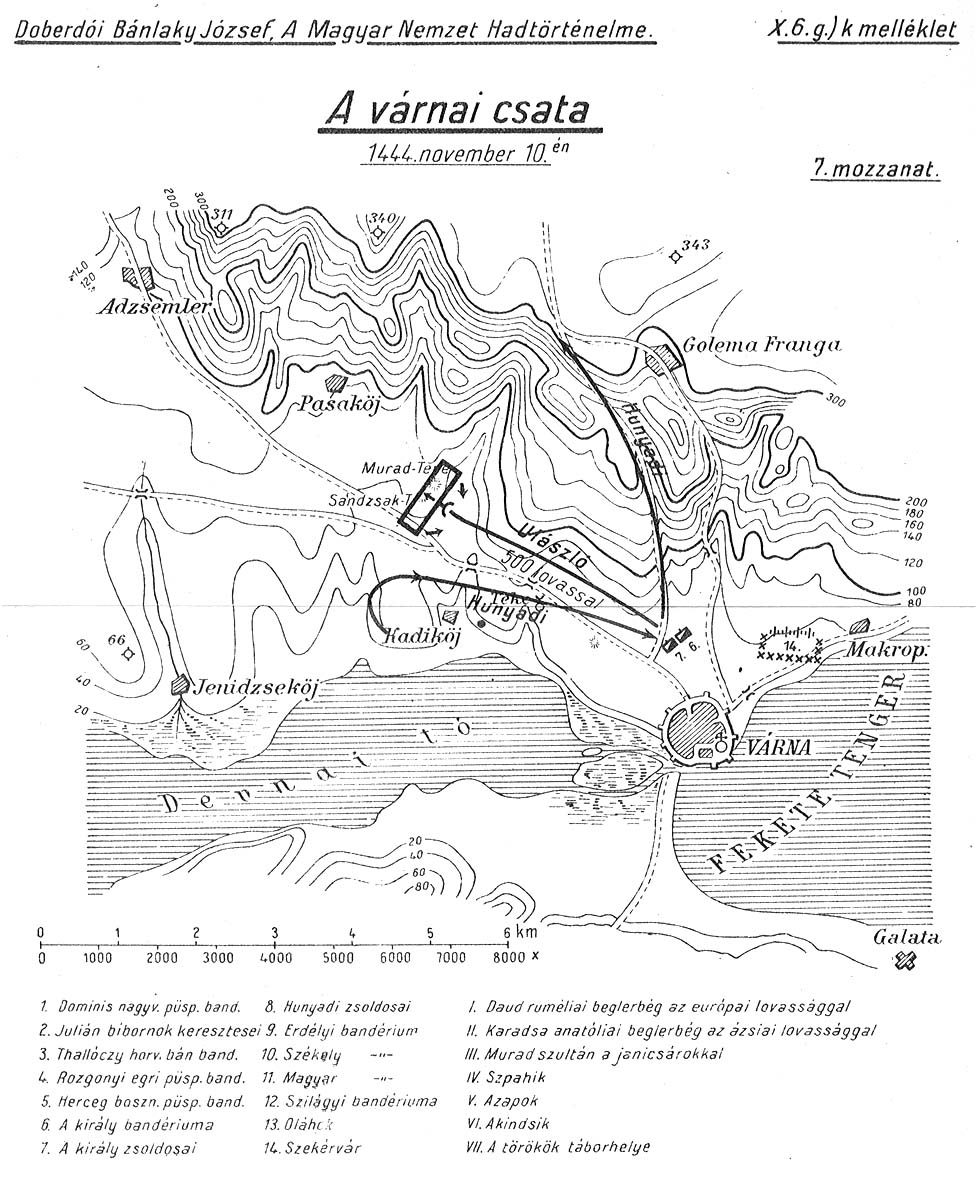
Владислав атакует янычаров, окружающих Мурада, его убивают. Крестоносцы отступают.

### Первый этап битвы
Участник сражения Паллатио так писал о начале битвы: «Там мы почти три часа ждали, когда турки будут маршировать. И хотя воздух был прозрачнейшим, а море спокойным, такие поднялись с запада буря и ветер, что почти все наши штандарты, за исключением Святого Георгия, под защитой копья которого мы были, были сломаны или снесены». Вероятно, этот ветер отвлёк внимание крестоносцев, что позволило части отряда левого фланга османской армии перебазироваться на плато. После этого азапы и акынджи использовали овраги, холмы и кусты, чтобы незаметно спуститься к правому крылу христианской армии. Все четыре османских командира левого фланга — Шехабеддин-паша, Хызыр-бей, Малкочоглу-бей и Давуд-бей — продвинулись одновременно. Затем Шехабеддин-паша атаковал две королевские бандерии, а Давуд-бей прорвал оборону на правом фланге христиан: четыре бандерии правого фланга крестоносцев (под руководством Яна Доминека, кардинала Чезарини, бана Таллоци и епископа Эгера) были сметены напором Давуда-бея и бежали на юг в направлении Варненского озера, Варненского залива и крепости Галата на другой стороне залива. Большинство из них были убиты в болоте вокруг озера и реки, и, вероятно, именно там встретил свой конец Чезарини. Как писал биограф кардинала, Р. Дженкинс, «между часом его отступления с поля битвы и моментом, когда он был найден лежащим обнаженным и раненым той роковой ночью, есть пустота, которую могут заполнить только догадки его современников». Епископ Доминек утонул в трясине во время бегства — он попал в болотистую часть озера, надеясь добраться до высокогорья с юга. Как погиб епископ Розгони, неизвестно. Сначала он бежал в Варну, но, обнаружив, что ворота закрыты, он якобы бросился обратно на поле битвы. Следы его затерялись, он тоже мог умереть на болотах.

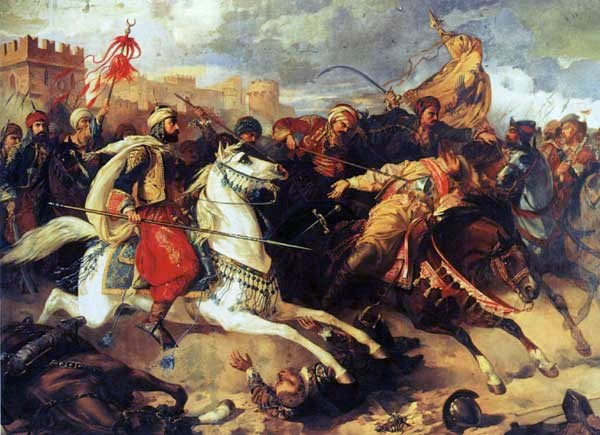
Хлебовский, Станислав. «Битва при Варне»

Давуду-бею удалось прорваться через ряд телег. Хуньяди, видя отчаянную ситуацию на правом фланге, возглавил часть королевских войск, стоявших в центре в качестве резерва для помощи, и повёл их на помощь правому флангу. Обе бандерии он вести не хотел, не желая использовать весь резерв, поскольку исход боевых действий на левом фланге ещё не был понятен. Но эта помощь обеспечила лишь временное облегчение, поскольку во время сражения с Давудом-беем Хуньяди был контратакован неким Юнус-беем и вернулся на свою позицию в центр возле Владислава.
Атака армии Анатолии с правого османского фланга проходила в более сложных условиях — через равнину, где не было укрытий. Сначала азапы начали обстреливать противника из луков. Всадники на левом фланге крестоносцев и на правом фланге османов двинулись на встречу друг другу. Фенариоглу выступал против Томаса Секели, далее Караджа-бей двинулся против Михая Силадьи. Мирча II, чтобы не дать Сулейману-бею, стоящему слева от Караджи-бея, обойти Михая Силадьи, оторвал свой отряд от правого фланга и напрямую напал на отряд Сулеймана-бея. На левом фланге крестоносцев перевес был у христиан. Наступление османов было сорвано, анатолийские отряды стали отступать к холмам. Караджа-бей отказался бежать и вместо этого атаковал бандерию Секели. Это не принесло победы ни ему, ни его отряду; сам Караджа-бей погиб в бою, армия Анатолии отступила, часть воинов бежала. В итоге Хуньяди смог высвободившиеся бандерии перебросить с левого фланга на проблемный правый.

### Второй этап битвы
Шехабеддин и его армия тоже начали уступать натиску войск Хуньяди с левого фланга крестоносцев, объединившихся с оставшимися войсками своего правого фланга. Хуньяди и Владислав оттесняли османов обратно на склон. Однако Паллатио отмечал, что казалось, будто потери османов едва заметны. С начала битвы османы превосходили крестоносцев в численности в соотношении три к одному. Собственная пехота Мурада, янычары и имперские азапы, ещё не вступали в бой. После бегства армии Караджи-бея и с началом отступления армии Шехабеддина Мурад послал в бой своих людей. Заметив это, Хуньяди, преследовавший бежавших солдат противника, вернулся к королю и вагенбургу. Многие из солдат с левого фланга крестоносцев теперь могли присоединиться к оставшейся части армии. Только валахи, разгромив «албанцев» (отряд Эвреносоглу), занялись грабежом. Тем не менее, как отмечает Паллатио, люди в войске крестоносцев сражались весь день и были истощены, многие из них, как и сам Хуньяди, были ранены. Теперь против них вышли наиболее опытные и наиболее оснащенные, полные свежих сил части османской армии.

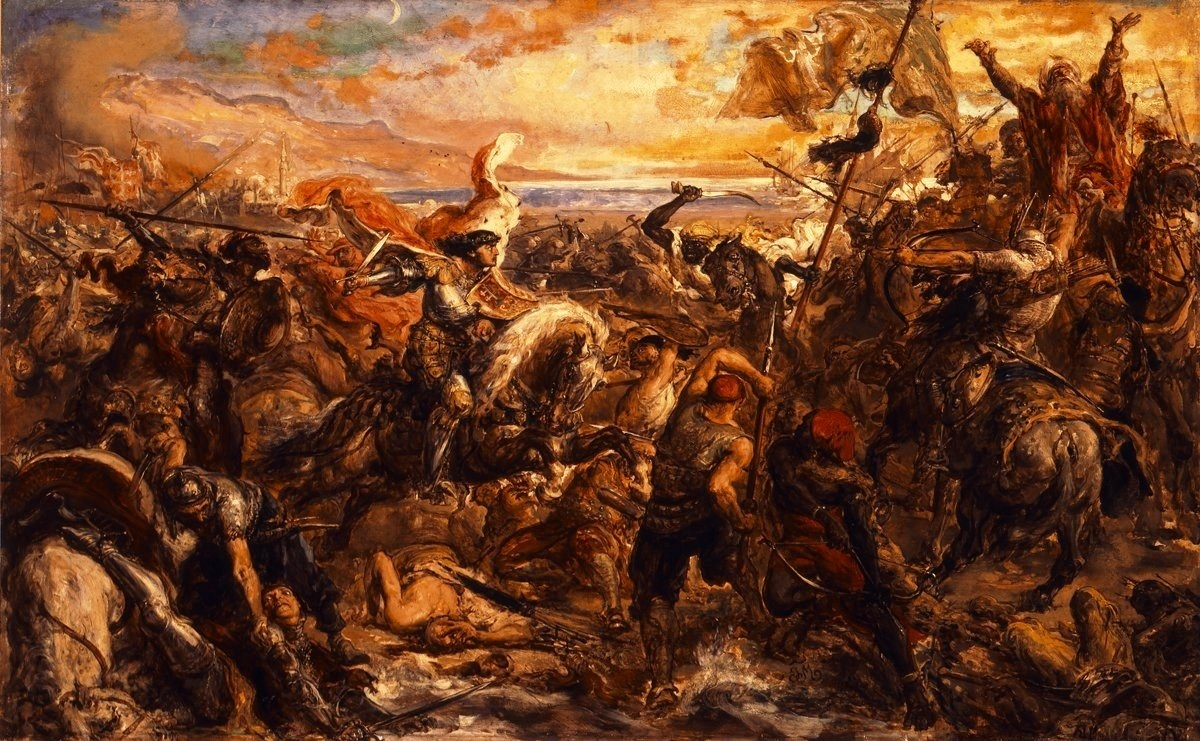
Король Владислав в последней битве.Ян Матейко. «Битва под Варной» (1879)

Около 6 или 8 тысяч янычаров спустились по склону и, укрывшись за кустами, начали осыпать крестоносцев стрелами. Затем противники двинулись друг на друга. Ни одна из сторон не смогла добиться успеха. Паллатио сообщал, что королю, чтобы добраться до Хуньяди, пришлось пробиться через несколько вражеских отрядов. Число крестоносцев уменьшалось, они полностью потеряли четыре бандерии на правом фланге, не считая потерь среди других бандерий. К этому моменту численность христианской армии, вероятно, составляла от шести до семи тысяч человек. У османов правый фланг был уничтожен при отступлении, большая часть солдат с левого фланга тоже отступила. Некоторые, например, Давуд-бей и Шехабеддин-паша, вернулись в ставку султана со своими личными свитами. Несмотря на усталость, крестоносцам удалось отбросить янычар и азапов обратно на склон холма. По ранее принятой версии, османские солдаты в основном бежали или были убиты, а сам Мурад укрылся в ставке. Однако историк Палошфалви уверен в ошибочности мнения, что османские войска были практически разгромлены к моменту смерти Владислава.

### Третий этап битвы

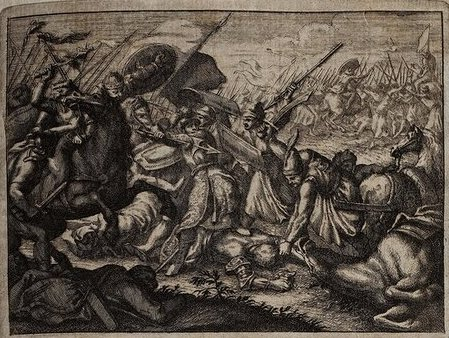
Смерть Варненчика. Гравюра из немецкого (1694) издания «Истории» Поля Рико

Согласно Халкокондилу, в окружении короля люди, завидовавшие славе Хуньяди, пытались снизить его влияние. Они хотели убедить короля, что советы Хуньяди плохи, и спровоцировали Владислава лично напасть на Мурада. Король решил игнорировать советы воеводы и последовал совету дворян. Он подстегнул коня, за ним последовало около 500 его рыцарей. По описанию османского историка Мехмеда Нешри, «король прокричал: „Я хочу поговорить с султаном! Мурад! Трепещи от страха!“ и ринулся на янычаров. Янычары расступились на две части, и король проскакал между ними. Они немедленно зарубили сзади его лошадь и сбили его с ног. Караджа Хызыр нагнулся, чтобы убить его, [король] закричал: „Господин Мурад! Господин Мурад!“. Хызыр проигнорировал его и немедленно отрубил ему голову, прикрепив её к копью». Аналогичную версию привёл и Каллимах: по его словам, лошадь короля была ранена в пах и сбросила его вправо, после чего подошли янычары и нанесли ему удары. Греческий историк Дука тоже писал, что король сражался с врагом, но его лошадь была смертельно ранена и сброcила его на землю. Затем король был обезглавлен. Сфрандзи и Халкокондил передавали ту же версию. Янычара, убившего коня, они называли Хамуза (Сфрандзи) или Теризе (Халкокондил), а янычара, обезглавившего лежащего короля, Коджа Хызыр. Существуют и другие версии гибели короля. Согласно Константину Михайловичу, османы обманом спровоцировали атаку христиан, и король вместе с другими воинами попал в овраг, где и погиб от падения. Там его тело и было обнаружено кем-то из османов, искавших добычи. Отрубленную голову принесли Мураду и по реакции пленников поняли, что это король погиб. М. Марков утверждал, что король попал не в овраг, а в траншею, вырытую вокруг ставки. Голова короля, прикрепленная к вершине копья, была показана по всему османскому лагерю. В течение вечера и ночи слух об этом распространился среди османов, воодушевив даже тех, кто отступил. Многие вернулись на свои позиции. Матей Стрыйковский писал, что «король, сбитый с израненного коня, был изрублен янычарскими саблями, а Хуньяди не смог добраться до его тела, так как все бежали в разные стороны».
Отчаянная атака короля в конечном итоге стоила не только жизни ему самому, но и победы войску крестоносцев. Автор короткой греческой хроники записал, что «король был убит в Варне в результате своей глупости». Сначала могло показаться, что смерть Владислава имела мало последствий. Мало кто её видел, ведь практически никто не вернулся из этой атаки, чтобы сообщить о случившемся. Среди крестоносцев многие верили, что король жив и вернётся в лагерь позже. Противники продолжали сражаться друг с другом по всему фронту. Солдаты Хуньяди, которые бежали на юг к озеру в начале первой фазы битвы, теперь вернулись, пытаясь сбежать через горы. Люди в лагере крестоносцев слышали, как беглецы проходили мимо, и звали их, но те решили, что это ловушка османов, и продолжили путь на север. Ночь в лагере крестоносцев прошла спокойно, поскольку все верили, что король победил.

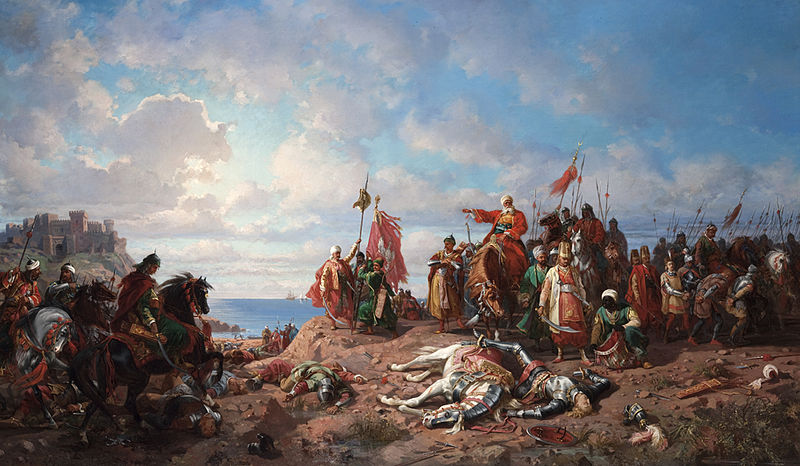
Хлебовский, Станислав. Мурад со свитой у тела Владислава

Османы могли слышать активность в лагере противника и посылали людей окружить и наблюдать за крестоносцами, опасаясь, что бежавшие солдаты могут вернуться в вагенбург или в королевский лагерь. В лагере люди всё ещё ждали возвращения своего короля. С наступлением дня становилось всё яснее, что ждать бесполезно. Чтобы развеять дальнейшие сомнения, турки продемонстрировали неприятельскому войску голову короля на копье. До следующего вечера крестоносцы под командованием Хуньяди пытались сопротивляться и отбить тело короля, а на закате прорвались в горы. Те из бегущих крестоносцев, кто выбрал другое направление, попали в овраг, «который был настолько крутым и заросшим, что любая лошадь, которая хотела пройти через него, скользила и падала на круп». Османская конница догнала их и изрубила. Погибших при бегстве было так много, что «овраг наполнился трупами настолько, что теперь лошади могли переехать его». На следующее утро после молитвы Мурад отправился на поле битвы и увидел, что оно покрыто изуродованными мёртвыми телами людей и лошадей. Его сопровождал Асаб-бей. «Разве это не удивительно, что здесь тела только молодых людей и что среди стольких лиц нет ни одной седой бороды?» — спросил Мурад. «Если бы хоть один старик был бы среди них, они не ввязались бы в это безумное предприятие», — ответил Асаб-бей. Затем Мурад «отправился в лагерь неверных, к шатру короля. Он вошел внутрь, вонзил меч в трон короля и сел, вознося хвалу и благодарность за милость и руководство Бога».
Голову короля забальзамировали и отправили в Бурсу, её носили из района в район. Затем, по словам Константина из Островицы, Мурад послал голову Владислава калифу в Каир.

## Причины поражения
Кардинал Юлиан, который при Владиславе был,
Сразу римскому папе об этих делах доложил,
И папским же именем он короля от клятвы разрешил,
А клятвопреступления Бог еще никому не простил.
Владислав по молодости дал себя уговорить
И немедленно начал на турок войну возводить.

Dał zaraz papieżowi znad o jego sprawie, 

Rozgrzeszył go papieskim imieniem z przysięgi, 

Попытки объяснить катастрофу при Варне и найти виновных в поражении делались с XV века. Эта дискуссия продолжалась до конца XX века, в юбилейном 1994 году прошло три посвящённых событиям 1444 года конференции — одна в Болгарии и две в Польше. По мнению медиевиста Д.Колодзийчука, трудно найти в средневековой историографии другую тему, вызывающую такой интерес, как дискуссия о Сегединском договоре, его нарушении королем Владиславом и походе на Варну в 1444 году.
Нарушение клятвы в качестве причины поражения называли многие летописцы и историки, начиная с современников и свидетелей битвы. Константин из Островицы в «Записках янычара» винил в поражении папу Евгения IV и кардинала Чезарини, подговоривших Владислава нарушить клятву. Аналогичную точку зрения высказывал и Филипп Каллимах (1437—1496) в своём жизнеописании Владислава («Historia de rege Vladislao, seu clade Varnensi»). Ян Длугош (1415—1480), автор «Польской хроники», обвинял Чезарини в корыстности и называл причиной смерти кардинала награбленное золото. Писавший позднее Матей Стрыйковский опирался на отчёт Длугоша и также видел причину поражения в «клятвопреступлении», Чезарини он тоже обвинял в жадности. Сохачевские заметки (1124—1462) так же винят в поражении клятвопреступление короля. Через два столетия в своём письме крымскому хану Мехмед IV Гераю, убеждая его не нарушать мир с войском Запорожским, Богдан Хмельницкий напоминал о наказании короля Владислава, постигшем его за нарушение клятвы. Йозеф Хаммер, вслед за Стефаном Катоной, написал о кардинале Чезарини: «провокатор нарушения мира, автор этого великого бедствия».
На том основании, что сам договор не сохранился, предпринимались попытки снять с Владислава обвинение в клятвопреступлении. Польский историк Антон Прочаска в своей диссертации (1900) о битве под Варной обелял память о короле. А. Брюкнер в «Истории польской литературы» (1901) отрицал то факт, что Владислав давал клятву и нарушил её. «Долгое время большинство историков, даже авторитетных, верили в выдуманную Длугошем басню и повторяли за ним, что героический король (Владислав) перед битвой при Варне совершил лжесвидетельство и нарушил свою торжественную клятву. Но даже самим туркам этого факт не известен», — писал он. В 1938 году польский историк О. Галецкий утверждал, что король никогда не подписывал мирный договор, и что между Мурадом II и Георгом Бранковичем был достигнут особый мир, в то время как Владислав III сопротивлялся присоединению к нему.
Виновниками катастрофы также называют папу и все европейские страны того времени (Англия, Франция, Венеция, Генуя, Арагон, Бургундия, Милан и Флоренция), которые поддерживали кардинала Джулиано Чезарини в провоцировании конфликта и оправдании клятвопреступления короля Владислава, но при этом не оказали помощи.
Византийский хронист Зотик Параспондил, описывая битву при Варне 1444 года, стремился показать, что причинами поражения христиан были разногласия в стане союзников. Винили в провале и поляков. Кардинал Олесницкий в переписке с кардиналом Пикколомини (будущим папой Пием II) высказывал мнение, что экспедиция потерпела неудачу и не смогла достичь цели из-за большой ненависти и зависти к мадьярам со стороны поляков, из-за которых многие поляки покинули армию и вернулись на родину. Причиной провала армии называлось также предательство генуэзцев, флот которых быстро доставил армию Анатолии в Европу.
Константин из Островицы обвинял в поражении Яноша Хуньяди, считая, что тот был слишком честолюбив и спесив и давал королю плохие советы. Ещё одной причиной был характер короля: его слабохарактерность и непостоянство, его безрассудная атака на ставку султана, нежелание молодого Владислава прислушаться к советам мудрого полководца.

## Последствия
Паллатио был среди беглецов. По его словам, Хуньяди за двое суток смог добраться в Венгрию через перевал, потому что у него были проводники. Те из крестоносцев, кто бежал наугад, плутали до 10 дней. Многие замёрзли или погибли от голода. Крестоносцы потеряли более 4 тысяч убитых, а потери Мурада в Варне были настолько тяжёлыми, что только через три дня он понял, что победил.
По словам венгерского историка Пала Энгеля, «со смертью короля страна погрузилась в хаос». В Венгрии анархия наступила уже после смерти Сигизмунда, действовал лишь закон сильнейшего: с 1439 года перестали функционировать суды. Но после поражения при Варне ситуация стала «ещё более катастрофической, насколько это было возможно».
Как писал в Хронологических заметках Карл Маркс, «для Польши и Греческой империи битва при Варне — результат венецианских и папских интриг — была гибельной». После смерти Владислава, короля Польши и Венгрии, трон Польши пустовал три года, а новым королём Венгрии стал малолетний Ладислав Постум, регентом при котором был выбран Хуньяди. Положение османов на Балканах в результате битвы упрочилось. Ослабленные крестоносцы в 1448 году потерпели ещё одно жестокое поражение в битве на Косовом поле, после которого больше не предпринимали серьёзных попыток отбить полуостров у Османской империи. В следующие годы Мурад развил свой успех на Балканах, покорив Морею. Судьба Константинополя была предопределена, это был лишь вопрос времени.

## Комментарии
1. ↑  В старых источниках указывается, что Караджа-бей командовал левым крылом. Командующим правым крылом и бейлербеем Румелии назывался Даут-паша[17][10]. Источником ошибки был Й. Хаммер, который при этом утверждал, что по традиции в правым крыле османской армии стояла армия Румелии, если действия были в Румелии, и армия Анатолии, если действия шли в Анатолии[18].
Халкокондил писал, что правым флангом командовал бейлербей Румелии Караджа-бей, а левым флангом — бейлербей Анатолии, имени которого историк не назвал. Ахмед Бихишти (1466—1512) писал, что на правом фланге были Караджа-паша и Эвреносоглу Иса-бей, а на левом — бейлербей Румелии Шахабеддин-паша и Давуд-бей[19].

М. Марков утверждал, что построение было иным. По его словам, в построении османских войск были не левый и правый фланг, а несколько рядов. В первом стояла конница Анатолии, возглавляемая Тураханом-беем, во втором со смещением влево стояла конница Румелии под началом бейлербея Анатолии Караджи-бея[20].
Другую схему построения можно встретить у Мустафы Чезара. Он помещает румелийских сипахов на правый фланг и тоже называет командующего ими Тураханом[21]. При этом есть данные, что Турахан-бей после битвы при Нише лишился постов и был заключён в Токате до 1446 года[22][10][23][24].
2. ↑  Миннезингер Михаил Бехайм написал песнь о битве при Варне со слов её участника, Ханса Мергеста.
3. ↑  «Юлиан был убит во время побега, вероятно, от жадности к деньгам, а может и за то, что был он всеми ненавидим — как человек,который привел к нарушению мира. <...> Бесспорно, что именно он принёс поражение, ибо бог гневался на него зато, что Юлиан столь двулично насоветовал нарушить скреплённое клятвой перемирие»[70].
4. ↑   «Кардинал Юлиан, убегая из лагеря, из-за множества золота, которое тащил с собой, был ограблен, убит и утоплен одним мултянином, перевозившим его через Дунай во время бегства»[61].
5. ↑   «Владислав во время войны с неверным Султаном был побеждён [этим] язычником из-за нарушения [своей] присяги; ибо он обещал соблюдать 10 лет мир, но по повелению папы и после его разрешения [от клятвы] – отказался [соблюдать присягу]»[72]
6. ↑  «каждого Господь Бог за нарушение клятвы строго наказывает, как когда-то короля Владислава за клятвопреступление строго наказал, который, присягнувши на дружбу турецкому кесарю, сражался с войском своим под Варной и бесполезно погиб»[73]
7. ↑   Например, герцог миланский Филипп Мария Висконти в поздравительном письме королю Владиславу, написанным в начале 1444 года, называл  Чезарини вторым Моисеем, избранным судьбой, чтобы привести христианский мир в новую Землю обетованную и освободить Восточную Европу, а также Италию от страха, навеянного турецкой угрозой[37].